# 몽오
몽오(蒙骜, ? ~ 기원전 240)는 중국 전국 시대 진나라(秦)의 장군이다.
진 소양왕 때부터 벼슬을 지냈다. 이후 진 장양왕 · 진 시황제의 2대에 걸쳐 한나라(韓) · 조나라(趙) · 위나라(魏) 등을 상대로 활약하여 명장으로 이름을 날렸다. 《전국책》에서는 몽오(蒙傲)라는 이름으로 등장한다. 몽무의 아버지이자 몽염 · 몽의 형제의 할아버지이기도 하다.

## 생애

### 소양왕 시대
몽오는 제나라(齊) 사람의 후손이며 진 소양왕 때부터 벼슬을 지냈다.
어느날은 소양왕의 측근이었던 진나라의 재상 범수가 한나라(韓)의 공격으로 봉지였던 여남(汝南) 땅을 잃었다. 소양왕이 범수를 불러 이 일에 대해 묻자, 범수는 봉지를 잃고도 걱정할 것이 없다며 태연한 척 하였다. 그러나 소양왕은 범수가 거짓말을 하고 있다고 의심하고는 몽오와 더불어 이 일을 상의하였다. 몽오는 자신이 직접 범수의 속내를 알아보겠다고 청하였다.
몽오는 범수를 찾아가 그 앞에서 "이 몽오는 죽고 싶을 따름입니다."라 하였다. 범수가 무슨 일인지 묻자, 몽오는 "진나라 왕께서 군을 스승으로 삼은 것은 천하가 다 아는 일입니다. 지금 제가 진나라에서 득세하여 왕의 장수가 되어 군대를 거느리며 한나라를 업신여겼더니 한나라가 도리어 군의 봉지를 앗아갔습니다. 제가 어찌 살아남을 수 있겠습니까? 차라리 죽고 싶을 따름입니다."라 하였다. 그 말을 들은 범수는 몽오에게 절을 하며 "원컨데 (빼앗긴 여남 땅을 되찾는 일을) 경에게 맡기겠소."라 하였다. 몽오가 돌아가서 이 사실을 보고하자 소양왕은 범수가 아직도 여남 땅에 미련을 지니고 있음을 알고는 이후 한나라에 대하여 의논할 때에 범수의 말을 듣지 않게 되었다.

### 장양왕 시대
기원전 249년(장양왕 1), 몽오는 한나라(韓)를 공격하여 성고(成皐)와 공(鞏) 땅을 바치게 하였으며 삼천군(三川郡)을 설치하였다.
기원전 248년(장양왕 2), 몽오는 조나라(趙)를 공격하여 태원(太原)을 평정하였다.
기원전 247년(장양왕 3), 몽오는 조나라의 유차(楡次) · 신성(新城) · 낭맹(狼孟) 등을 공격하여 37개 성을 빼앗았다. 그해 4월, 위나라(魏)가 반격을 시도하여 신릉군이 합종군을 일으켜 다섯 나라의 군대를 이끌고 진나라를 공격하였다. 이에 몽오가 패하여 포위를 풀고 철수하였다. 신릉군은 황하 이남에서 패하여 달아나는 몽오를 추격하여 함곡관까지 이르렀다.

### 진시황 시대
기원전 246년(진시황 1), 몽오는 진양(晉陽)에서 일어난 반란을 토벌하였다.
기원전 245년(진시황 2) 10월, 몽오는 위나라의 창(暢) · 유궤(有詭)를 공격하여 이듬해인 기원전 244년(진시황 3)에 창 · 유궤를 함락시키고는 3월에 군대를 철수하였다. 또한 그 해에 한나라를 공격하여 13개 성을 빼앗았다.
기원전 242년(진시황 5), 몽오는 위나라를 공격하여 산조(酸棗) · 연(燕) · 허(虛) · 장평(長平) · 옹구(雍丘) · 산양성(山陽城)을 모두 함락시켰으며 20개 성을 빼앗고 동군(東郡)을 설치하였다.
몽오는 그 벼슬이 상경(上卿)에 이르렀으며 기원전 240년(진시황 7)에 죽었다.

## 후손
몽오의 아들은 몽무(蒙武)였고, 손자는 몽염(蒙恬)과 몽의(蒙毅)였다.
아들인 몽무는 훗날 장군이 되어 왕전과 함께 초나라를 공격하여 멸망시켰다. 손자인 몽염은 형법을 배워서 형옥과 관련된 문서를 작성하는 일을 하였다가 마찬가지로 장군이 되어 30만의 군사를 거느리고 북방의 흉노를 토벌하였다. 이 때문에 진 시황제는 몽씨 집안을 유능하다고 여겨 몹시 총애하였고, 몽염과 몽의는 모두 진 시황제의 측근으로 활동했다. 진 시황제가 죽은 후, 진 이세황제가 즉위하자 조고가 몽씨 집안을 참소하여 몽염과 몽의는 모두 죽음을 당하였다.